# 할리퀸 어린선
할리퀸 어린선(-魚鱗癬, Harlequin fetus)은 매우 극심한 어린선으로, 상염색체 열성으로 유전되는 피부병이다.

## 증상
할리퀸 어린선은 상염색체 열성으로 유전하는 선천성 어린선의 가장 심한 형태로, 피부의 과도한 각질화와 전신적으로 분포하는 판모양의 인설을 특징으로 하는 치명적인 질환이다. 이 질환의 원인은 명확하게 밝혀지지 않았으나, 세포박리와 과도한 세포 증식으로 인한 피부각질층의 증식으로 일어나며 이는 글루타민 변환 효소 (transglutaminase) 유전자의 변형과 관련이 있다고 알려져 있다. 이 질환을 가진 신생아들은 출생 후 습화촉진제와 윤할제를 사용해 피부를 통한 수분 손실을 막는 치료를 받게 되지만 대부분의 경우 감염증, 패혈증, 다발성 장기 부전으로 사망하게 된다.